# Herbert Sivec
Herbert Sivec (* 8. August 1933 in Drautschen; † 16. Januar 2024) war ein österreichischer Politiker (SPÖ) und Bundesbeamter. Er war von 1986 bis 1998 Abgeordneter zum Landtag von Niederösterreich.

## Leben
Sivec besuchte nach der Volksschule die Hauptschule und absolvierte in der Folge eine Berufsschule. 1953 trat er in den Gendarmeriedienst und war später beim Österreichischen Bundesheer beschäftigt. Lokalpolitisch engagierte er sich ab 1970 als Gemeinderat in Groß-Enzersdorf, wo er zwischen 1979 und 1982 auch das Amt des Vizebürgermeisters übernahm. 1982 wurde er zum Bürgermeister von Groß-Enzersdorf gewählt, ein Amt, das er bis 1994 ausübte. Des Weiteren war er von 1993 bis 1999 Vizepräsident des Niederösterreichischen Zivilschutzverbandes und rückte am 13. November 1986 für Anton Fux in den Niederösterreichischen Landtag, wo er bis zum 16. April 1998 als Abgeordneter wirkte.